# Hans Mittelbach
Hans Hermann Mittelbach (* 19. September 1903 in Berlin; † 1986) war ein deutscher Jurist und der erste Dezernent für die Schutzhaft in den nationalsozialistischen Konzentrationslagern. Er leitete die Verhaftungsaktionen von politisch Verfolgten, die ab dem Tag nach dem Reichstagsbrand im Februar 1933 vom NS-Regime nach vorbereiteten Listen in Haft genommen wurden. Mittelbach hatte dabei die juristischen Schwierigkeiten überwunden, die die Politische Polizei (die Gestapo wurde erst im April 1933 gesetzlich eingerichtet) bei der Auslegung der Reichstagsbrandverordnung hatte. Nach 1945 wurde er Leiter der Rechtsabteilung im Zentraljustizamt in Hamburg beim Generalinspekteur der Spruchgerichte für die Entnazifizierung im Bereich der Britischen Besatzungszone. Danach ging er nach Köln als Richter zum Oberlandesgericht Köln, wo er bis Ende 1965 tätig war.

## Familie, Schule, Studium und juristische Laufbahn
Hans Mittelbach besuchte das Luisenstädtische Gymnasium und das Dorotheenstädtische Realgymnasium. Im Jahre 1922 erlangte er zu Ostern das Abitur. An der Friedrich-Wilhelm-Universität studierte er sechs Semester das Fach der Rechtswissenschaften. Dabei hörte er die Vorlesungen von Conrad Bornhak, Wilhelm Fürstenau (* 1868 in Marburg), James Goldschmidt, Ernst Heymann, Wilhelm Kahl, Walter Kaskel, Theodor Kipp, Wilhelm Hermann Karl Klee (* 1876 in Berlin), Rudolf Stammler, Heinrich Triepel und Martin Wolff. Seit seinem Studium war er Mitglied der Sängerverbindung Arndt Berlin (im Sondershäuser Verband).
Am 25. und 26. Juni 1925 bestand er die Prüfung zum Ersten Staatsexamen am Kammergericht Berlin. Seit dem 14. Juli 1925 war er als Referendar tätig. Am 30. Januar 1926 erlangte er die Promotion zum Dr. jur. mit dem Thema Entstehen und Vergehen des Eigentumpfandrechtes bei Höchstbetragshypotheken. Danach bereitete er sich beim Landgericht Berlin III auf das Große Staatsexamen vor. Mit bestandener Prüfung vom 5. Dezember 1928 wurde er am 13. Dezember 1928 zum Gerichtsassessor ernannt. Am Kriminalgericht Moabit (Landgerichtsbezirk Berlin I) wurde er am 16. Dezember 1930 Staatsanwalt.

## Verhaftungen nach dem Reichstagsbrand
Einen Tag nach dem Reichstagsbrand am 28. Februar 1933 wurde Mittelbach in den ersten Morgenstunden im Polizeipräsidium Berlin als Vertreter der Staatsanwaltschaft damit befasst, nach vorbereiteten Listen Verhaftungen von politischen Gegnern des NS-Regimes vorzunehmen. Die Vossische Zeitung gab am 28. Februar 1933 in ihrer Abendausgabe folgende Verhaftungen bekannt: Dr. Alfred Apfel, Dr. Fritz Ausländer, Dr. Ludwig Barbasch, Rudolf Bernstein, Willi Billweck, Ernst Bogisch, Felix Halle, Friedrich Heinz, Dr. Max Hodann, Wilhelm Kasper, Katzbach, Egon Erwin Kisch, Karl Koehn, Fritz Lange, Otto Lehmann-Rußbüldt, Hans Litten, Ernst Lode, Erich Mühsam, Carl von Ossietzky, Wilhelm Pieck, Adam Remmle, Ludwig Renn, Richard Reschke, Bernhard Rubinstein,  Johann Samatzki, Dr. Richard Schmincke, Ernst Schneller, Werner Scholem, Willi Schubringk, Kurt Stein, Walter Stoecker, Paul Trübe, Willi Wirsing, Wilhelm Witkowski und Hans von Zwehl. Egon Erwin Kisch schrieb über seine Eindrücke auf dem Flur in der Abteilung IA im Polizeipräsidium:

„Das Signal zur Massenverhaftung ist gestern abend gegeben wurden, indem das Reichstagsgebäude in Brand gesetzt wurde. Es gibt keinen Menschen rechts und links, der nicht, als er gestern von der Feuersbrunst hörte, ihren Zweck sofort begriffen hätte: Entfesselung des Terrors gegen die Feinde des Nazitums.“

## Dezernent für die Schutzhaft
Vom 1. März 1933 an wurde Mittelbach im preußischen Innenministerium tätig, und zwar beim Polizeipräsidium Berlin als Staatsanwaltschaftsrat im Dezernat I der Politischen Abteilung (PA) in der Position des Schutzhaftdezernenten. Im Geschäftsverteilungsplan vom März 1933 war Mittelbach für Sonderaufträge zuständig. Darunter wurden u. a. aufgeführt
- Brandstiftung im Reichstag
- Schließung des Karl-Liebknecht-Hauses
- Schließung der KPD-Lokale
- Polizeihaftsachen

Nach Errichtung des Preußischen Geheimen Staatspolizeiamts (Gestapa) vom 26. April 1933 (im Preußischen Staatsministerium wurde am 24. April 1933 die Errichtung des Preußischen Geheimen Staatspolizeiamts beschlossen und am 26. April wurde der Text des so genannten 1. Gestapo-Gesetzes veröffentlicht) wurde er in das Amt im Dezernat II übernommen und war für die Dienstaufsicht in NS-Schutzhaftlagern zuständig. Eine seiner ersten großen Diensthandlungen war die Verhängung des Haftbefehls gegen Ernst Thälmann am 6. März 1933 und gegen Georgi Dimitrow am 11. März 1933. Am 5. März 1933 hatte sich der Kriminalrat Reinhold Heller von der Politischen Polizei Berlin an Mittelbach durch die Überreichung der Akte Thälmann gewandt: Die Verhängung von Polizeihaft erscheint geboten. Der Haftbefehl wurde am 31. März 1933 durch den Reichsgerichtsrat Paul Vogt bestätigt.
Als erster Dezernent für die Schutzhaftlager im Rahmen der Geschäfte der Staatspolizeistelle Berlin genehmigte er Besuche von Häftlingen in den Lagern und die Verlegung der Häftlinge in andere Lager oder Gefängnisse. Am 24. März 1933 nahm Mittelbach an einer Besprechung teil, in der die Mittel für den Ausbau des Polizeigefängnisses Sonnenburg zum KZ Sonnenburg bereitstellen sollte. In einer Aktennotiz vom 25. März 1933 wurde festgehalten, dass Mittelbach als Sachbearbeiter des Polizeipräsidiums die Verwendung und Einrichtung der früheren Strafanstalt in Sonnenburg (die Strafanstalt Sonnenburg war 1931 wegen des baulichen Verfalls und unhaltbarer hygienischer Zustände geschlossen worden) als Polizeigefängnis zur Unterbringung von Schutzgefangenen ausgeführt hatte. Mittelbach verhörte im März 1933 den Reichskommissar für Arbeitsbeschaffung Günther Gereke, der um Mitternacht am 24. März 1933 durch ein Kommando der Politischen Polizei und der SS, dem auch Rudolf Diels und SS-Gruppenführer Josias zu Waldeck und Pyrmont angehörte, festgenommen wurde. Im Verzeichnis der Beamten vom 22. Mai 1933, die mit der Bearbeitung politischer Sachen beauftragt wurden, wurde Mittelbach wieder im Dezernat 2a mit folgenden Aufgabengebieten genannt:
- Schutzhaft für Groß-Berlin (einschließlich der Beschwerden)
- Sonnenburg
- Brandstiftung im Reichstag

Das am 3. April 1933 errichtete KZ Sonnenburg besichtigte Mittelbach am 10. April 1933 und verfasste darüber einen Bericht an seinen Vorgesetzten Rudolf Diels über die Zustände in dem KZ. In dem Bericht bezeichnete Mittelbach das KZ immer noch als Polizeigefängnis. Darin bescheinigte er den Häftlingen, dass diese nach seinem Urteil in einem guten gesundheitlichen Zustande befinden würden. Die Häftlinge würden unter dem Gesang von Volksliedern über den Hof marschieren. Das Essen der Häftlinge kostete er selber und stellte fest, dass es kräftig und schmackhaft zubereitet war.
Er gab ferner an, dass die SA-Wachmannschaften ankommende Häftlinge bei ihrer Ankunft misshandelt hätten, und die vorhandenen Polizeikräfte wären zu schwach gewesen, diese Misshandlungen zu unterbinden. Die anwesenden Ehefrauen der Häftlinge wie die Bevölkerung von Sonnenburg hätten die Misshandlungen beobachten können. Selbst eine Verlegung von Häftlingen in Einzelhaft hätten eine weitere Misshandlung nicht verhindern können. Besonders Hans Litten, Wilhelm Kasper und Erich Mühsam seien im sehr starkem Maße weiter misshandelt worden. Mittelbach gab in dem Bericht an, dass er für diese misshandelten Häftlinge ärztliche Hilfe angeordnet habe und Litten verlegt worden ist. Die anwesenden SA-Leute habe er ermahnt, dass er es nicht dulde, dass die Gefangenen misshandelt werden. Die SA-Leute würden ab dem 10. April 1933 dem Kommando eines Oberleutnants der Schutzpolizei unterstellt. Er habe auch angeordnet, dass durch Misshandlungen verletzte Gefangene ausschließlich durch Angehörige der Schutzpolizei zu bewachen sind.
Er kündigte an, nach vierzehn Tagen das KZ erneut unvermutet zu besichtigen, um sich davon zu überzeugen, dass keine weiteren Häftlinge misshandelt worden sind. Es wäre im Interesse des Ansehens der Polizei, dass eine menschliche Behandlung der Gefangenen Sorge getragen wird.
Im April 1933 besuchte Diels selber das Lager Sonnenburg. Nach einer aus dem Lager geschmuggelten Nachricht sollte Diels das Lager Sonnenburg schon am 7. April 1933 aufgesucht haben, da inzwischen die Informationen über die unhaltbaren Zustände selbst ins Ausland gelangt waren. Im Jahre 1950 veröffentlichte er seine Erinnerungen an den Besuch. Darin notierte er:

„Mir fuhr ein Schreck durch die Glieder wie bei einer Geistererscheinung. Ich konnte Ossietzky kaum noch erkennen. Er trat auf Lützow und mich zu und bat nur mit schwacher Stimme, dass man ihn aus dieser Hölle befreien solle…“

In der Zeitung Der Reichsbote vom 27. Mai 1933 wurde mitgeteilt, dass eine Gruppe ausländischer Journalisten unter der Leitung von Staatsanwaltschaftsrat Dr. Mittelbach mehrere Stunden den Anstaltsbetrieb in Sonnenburg besichtigt hatte. Die ausländischen Pressevertreter wären von der Sauberkeit der Anlagen und der beinahe mehr als humanen Behandlung überzeugt gewesen. Es hätte vonseiten der Häftlinge in nicht einem Falle irgendwelche Klagen über ungerechte Behandlung, schlechte Beköstigung oder gar Mißhandlungen gegeben. Der anwesende US-Journalist Hubert Renfro Knickerbocker fragte den Häftling Carl von Ossietzky, ob er besondere Bücher wünsche. Dieser antwortete:

„Ja, schicken Sie mir etwas Geschichtliches, über die Inquisition im Mittelalter“

Diese Besichtigung des Lagers Sonnenburg soll am 23. März 1933 stattgefunden haben (im 12 Uhr Blatt wurde am 24. März 1933 darüber berichtet. Anwesend war auch der US-Journalist Louis P. Lochner).

## Häftling Hans Litten
Am 28. Februar 1933 wurde der Rechtsanwalt Hans Litten verhaftet. Auch er kam ab April 1933 ins Lager Sonnenburg, das unter der Dienstaufsicht von Mittelbach stand. Mittelbach und Litten waren sich schon 1932 im Felsenecke-Prozess begegnet. Vor der nationalsozialistischen „Machtergreifung“ im Januar 1933 war Mittelbach vorwiegend mit politischen Prozessen als Staatsanwalt beschäftigt. Die Mutter Littens suchte Mittelbach auf seiner Dienststelle auf, wo schon etwa dreißig Angehörige von Häftlingen aus dem Lager Sonnenburg Beschwerden vorbringen wollten. Im Gespräch mit Mittelbach äußerte dieser, dass ihr Sohn von Mithäftlingen verhauen worden sei. Dem widersprach Irmgard Litten entschieden. Erst auf anhaltendes Vorbringen der Vorwürfe gegen die SA gab Mittelbach zu, dass ihm die Misshandlungen durch die SA bekannt seien. Mittelbach versprach dann eine Abhilfe für ihren Sohn.
Doch schon der nächste Brief von ihrem Sohn aus Sonnenburg, der in der Schilderung von rechtlichen Fällen seine Lage verschleierte, zeigte ihr eine weitere Verschlechterung der Lage ihres Sohnes. Wieder suchte Irmgard Litten Mittelbach auf und verlangte eine neue Besuchserlaubnis für ihren Sohn. Als Mittelbach das verweigerte, wies sie ihn auf seine Verantwortung für das Lager hin. Mittelbach versuchte sich herauszureden mit der Aussage, dass ihr Sohn so verhaßt bei der SA sei, dass man ihn nicht vor Misshandlungen schützen könnte. Schließlich sagte er der Mutter zu, sich persönlich um ihren Sohn zu kümmern. Mittelbach suchte Litten auf, der sich in einem sehr schlechten körperlichen Zustand befand. Spätestens bis zum 25. April 1933 brachte er Litten persönlich in seinem Kraftfahrzeug ins Gefängnis nach Spandau. Es gab für Mittelbach allerdings noch eine weitere Motivation, Litten aus dem Lager Sonnenburg zu holen. An ihn war nämlich die Forderung gerichtet, Litten als Zeuge für einen Prozess eines Beteiligten am Röntgenstraßen-Prozess auftreten zu lassen, der am 3. Mai 1933 stattfinden sollte.
In Spandau suchte Irmgard Litten ihren Sohn auf, der sich sichtlich erleichtert über die Behandlung in Spandau äußerte. Mittelbach hätte ihm das Leben gerettet. Nach der Verlegung kam Litten in weitere Konzentrationslager, wo er sich 1938 das Leben nahm.

## Häftling Erich Baron
Erich Baron war einen Tag nach dem Reichstagsbrand am 28. Februar 1933 festgenommen worden und in das Zellengefängnis Lehrter Straße 3 eingewiesen worden. Am 12. April 1933 richtete seine Tochter Marianne Baron ein Schreiben an Mittelbach, in dem sie den geradezu erschreckenden seelischen Zustand ihres Vaters beklagte. Sie beantragte eine Freilassung oder Beurlaubung ihres Vaters, wobei sie sich als Geisel der Polizei stellen wollte. Am 26. April 1933 teilte Mittelbach ihr mit, dass er durch den zuständigen Strafanstaltsarzt eine Prüfung der Haftfähig veranlasst habe:

„Ein Grund zur Entlassung infolge eingetretener Haftunfähigkeit ist nicht gegeben. Im übrigen laufen die Ermittlungen weiter“

Am Tage dieses Schreibens nahm sich Erich Baron in seiner Zelle das Leben. Der Schriftsteller Karl Grünberg beurteilte die Tat so:

„Er hat sich erhängt worden“

Mit einem Schreiben vom 29. April 1933 teilte Mittelbach der Witwe Jenny Baron mit, dass im Anhang des Schreibens die hinterlassen Papiere ihres Mannes übermittelt werden. Mittelbach sprach der Witwe den Ausdruck meiner persönlichen Anteilnahme aus.

## Verteidiger im Reichstagsbrandprozess
Der Rechtsanwalt Werner Wille war im Reichstagsbrandprozess von April bis Juli 1933 der Verteidiger von Georgi Dimitrow, einem der Angeklagten. Ein Denunziant zeigte die Schwester von Dimitrow, Magdalena Baramowa, wegen ihrer finanziellen Unterstützung von Werner Wille bei der Politischen Polizei in Dresden an. Mittelbach war im Zusammenhang mit den Ermittlungen zum Reichstagsbrand darüber unterrichtet und sandte am 13. Juni 1933 eine Mitteilung an den Kriminalpolizeikommissar Helmut Heisig in seiner Dienststelle in Berlin:

„Zwecks eventl.[eventueller] Auswertung. Rechtsanwalt Wille wird auffällig oft in kommunistischen Angelegenheiten tätig. Ist er dort bekannt?“

Heisig leitete diese Mitteilung am 18. Juni 1933 an den Richter im Reichsgericht Paul Vogt weiter. Diese Notiz führte mit anderen Mitteilungen der Gestapo im Jahre 1937 zu einer geheimen Untersuchung gegen Werner Wille. Im November 1938 erfolgte gegen ihn und seinen Bruder Gerhard Wille der Entzug der Zulassung als Offizialverteidiger in politischen Strafsachen beim Kammergericht Berlin und am Volksgerichtshof. Außerdem wurde Werner Wille durch das Ehrengericht der Anwaltskammer Berlin verwarnt.
Die KPD verbreitete zum Beginn des Reichstagsbrandprozesses im September 1933 ein Flugblatt, in dem unter Punkt 11 behauptet wurde:

„11. Um die Entlarvung der wahren Brandstifter und faschistischen Provokateure zu verhindern, hat der Leiter der Geheimen Staatspolizei in Berlin, Staatsanwaltschaftsrat Dr. Mittelbach, jene Rechtsanwälte, die bereit waren, den Genossen Torgler zu verteidigen, zu sich geladen und sie darauf aufmerksam gemacht, dass die Verteidigung Torglers als kommunistische Betätigung betrachtet würde, und drohte mit der Ausstoßung aus der Anwaltskammer“

## Erlass über Errichtung größerer Konzentrationslager
Am 24. April 1933 sandte der Preußische Minister des Innern einen Erlass über vorbereitende Maßnahmen zur Errichtung größerer staatlicher Konzentrationslager an die Regierungspräsidenten in Preußen. Der Erlass war in Vertretung durch den Staatssekretär Ludwig Grauert unterzeichnet. Johannes Tuchel gibt an, dass der Erlass von Mittelbach erstellt worden ist. Als Nachweis gibt Tuchel an, dass nicht nur das Aktenzeichen des Erlasses, sondern auch die Auszüge in der Presse auf Mittelbach hinweisen würden. In dem Erlass heißt es bezüglich der Errichtung von Konzentrationslagern:

„Ich bemerke hierzu, daß ich die Errichtung dreier großer Konzentrationslager mit einem Fassungsvermögen von 2[000] bis 3000 Personen für die auch in Zukunft in Schutzhaft zu haltenden Personen in die Wege geleitet habe, in die diese nach deren Fertigstellung verbracht werden sollen“

## Zurück im Justizdienst
Mittelbach war per 1. Mai 1933 der NSDAP beigetreten (Mitgliedsnummer 2.584.434). Bis dahin war die Aufnahme in die NSDAP unterbrochen, so dass er nicht wie andere Juristen vor 1933 in die Partei eintreten konnte. Schon am 15. Juli 1933 wurde er von seiner bisherigen Dienststellung abberufen und durch Otto Conrady ersetzt. Mittelbach wurde wieder im Landgerichtsbezirk Berlin am Landgericht Berlin als Ankläger tätig. So verurteilte die 4. Strafkammer des Landgerichts am 27. September 1941 auf Antrag von Mittelbach den Damenschneider Bernhard Jalowitz zu drei Jahren Zuchthaus und seine Ehefrau Erna Christiane Jalowitz zu zwei Jahren Zuchthaus wegen Verbrechens gegen §§ 1,5 des Blutschutzgesetzes. Sie wurden beschuldigt, Deutschland 1936 verlassen zu haben, da sie dort wegen der NS-Gesetzgebung nicht heiraten konnten, denn sie wollte nicht zum jüdischen Glauben übertreten. Sie heirateten beide 1938 in Großbritannien und kehrten wieder nach Deutschland zurück. Die Heiratsurkunde wurde zum Beweisstück in der Verhandlung. Ein weiterer Vorwurf aus dem Urteil lautete:

„Irgendein triftiger Grund zur Eheschließung lag nicht vor. In Anbetracht der durch die Tat bewiesenen ehrlosen Gesinnung wurden dem Angeklagten die bürgerlichen Ehrenrechte auf die Dauer von 3 Jahren aberkannt.“

Bernhard Jalowitz wurde am 27. April 1943 aus der Haft entlassen und ins KZ Auschwitz verbracht. Anfang 1940 war Mittelbach in Erfurt im Justizdienst tätig. Mittelbach wurde in Berlin am 15. Mai 1942 zum Landgerichtsdirektor ernannt. Vor Mitte 1943 übte er auch eine Tätigkeit als Leiter einer Arbeitsgemeinschaft für Referendare aus. Weiterhin erhielt er einen Lehrauftrag an der Universität Berlin. Im Mai 1942 wurde Mittelbach zum Landgerichtsdirektor ernannt. Nach eigener Angabe wurde er von 1943 bis 1945 als Soldat eingezogen. Detlev Scheffler aber fand heraus, dass er nach Köln abgeordnet und dort als Kriegs- und Sonderrichter eingesetzt wurde. Danach ging er an den Volksgerichtshof. Aus Veröffentlichungen von Mittelbach geht auch hervor, dass er schon vor 1941 am Sondergericht Berlin tätig war.

## Nachkriegszeit
Nach 1945 wurde er als leitender Oberregierungsrat im Zentraljustizamt in Hamburg beim
Generalinspekteur der Spruchgerichte für die Entnazifizierung in der Rechtsabteilung tätig. Im Jahre 1948 eröffnete die Staatsanwaltschaft Hamburg eine Ermittlungsverfahren (Az.: 14 Js 679/48) gegen Mittelbach, was jedoch am 3. Dezember 1948 eingestellt wurde. Zu seiner Entlastung hatte sich Mittelbach an die ehemalige Sekretärin Margot Fürst von Hans Litten gewandt. Sie hatte sich 1933 an Mittelbach gewandt, um über Litten Informationen zu erhalten, als dieser inhaftiert war. Margot Fürst schrieb ihm eine für ihn günstige Bestätigung über seine Haltung zu Hans Litten. In einem Dankesschreiben an sie schrieb Mittelbach u. a.:

„Ich weiß den Wert dieser Bestätigung um so mehr zu schätzen, als Sie so unendlich böse Erfahrungen gemacht haben und leicht die Erbitterung sich auch gegen diejenigen richten könnte, die in das Getriebe des nationalsozialistischen Staates eingespannt waren“

Danach ging er im Jahre 1952 zum Oberlandesgericht Köln. Dort wurde er auch als Vorsitzender im Hochverratssenat eingesetzt. Gegen Ende 1965 ging Mittelbach in den Ruhestand. In der Praxis seines Sohnes, der auch Jurist wurde, arbeitete er noch Anfang der achtziger Jahre als Rechtsberater. Zu diesem Zeitpunkt wohnte er in Erftstadt im Stadtteil Liblar.

## Anzeige gegen Mittelbach
Am 10. Februar 1981 erstattete der Anwalt Friedrich Karl Kaul als Rechtsvertretung der Tochter Irma Gabel-Thälmann von Ernst Thälmann Strafanzeige gegen Mittelbach, weil er den Haftbefehl gegen Thälmann vollstreckt hatte und der damit Maßnahmen einleitete, die zum gewaltsamen Tod von Ernst Thälmann führten. Da Kaul am 16. April 1981 verstarb, übernahm sein langjähriger Mitarbeiter Winfried Matthäus die rechtliche Vertretung der Tochter Thälmanns. Mittelbach selber ließ sich von seinem Sohn Jürgen Mittelbach rechtlich vertreten, der als Anwalt beim Landgericht Bonn und beim Landgericht Köln zugelassen war. Seine Argumentation berief sich unter anderem auf den Fall der Einstellung des Verfahrens gegen sieben Angehörige der Reichssicherheitshauptamts im Jahre 1969 wegen der Verjährung. Im April 1982 stellte die Staatsanwaltschaft Köln die Ermittlungen ein. Der Oberstaatsanwalt Hans-Joachim Röseler teilt am 7. Mai 1982 Matthäus mit, dass es sich nicht feststellen ließe, ob der Haftbefehl tatsächlich in einem ursächlichen Zusammenhang mit dem gewaltsamen Tod Thälmanns stehen würde. Diesen gewaltsamen Tod hätte Mittelbach weder vorhergesehen, noch gebilligt.
Am 7. Juni 1982 legte Matthäus Beschwerde gegen die Einstellung des Verfahrens ein. Die Angehörigen der Berliner Polizeibehörde hätten bei Haftbefehlen nicht nur in Aussicht auf eines gerichtsförmigen Unrechtsverfahrens gehandelt, sondern die Verhafteten den damals bereits errichteten Konzentrationslagern mit der Maßgabe zuzuführen, sie dort festzuhalten und sie bis zur Tötung reichenden Terror auszusetzen. Seiner Argumentation legte Matthäus sechs Dokumente bei, die seine These unterstützen sollten. Am 10. Oktober 1983 teilte die Generalstaatsanwaltschaft in Köln mit, dass es keinen Anlass zur Wiederaufnahme des Verfahrens oder zur Erhebung einer Anklage geben würde. Das Verfahren wäre zu Recht eingestellt worden.
Zu dem Prozess gegen den mutmaßlichen Mörder von Thälmann Wolfgang Otto äußerte sich Mittelbach:

„Diese Prozesse sind einfach sinnlos. Sie können echte Schuldfeststellungen nicht mehr treffen....Ich finde das hier in der Bundesrepublik sehr schön. Die haben sich hier alle Mühe gemacht, haben sich nicht viel mit der Vergangenheit beschäftigt“

## Persönlichkeit
Seine Dissertation hatte keinen Bezug zu politischen Zeitfragen. Obwohl Mittelbach keine hervorragende Neigung zum Nationalsozialismus zeigte, wurde er vom Leiter Rudolf Diels des Geheimen Staatspolizeiamtes in Berlin zum Aufbau dieser Einrichtung herangezogen. Daher ging Christoph Graf bei ähnlichen Fällen anderer Beamter davon aus, dass eine Kooperations- und Assimilationbereitschaft bei den aus der Politischen Abteilung des Berliner Polizeipräsidiums übernommenen Beamten vorlag. Sein Eintritt in die NSDAP im Mai 1933 erfolgte offensichtlich aus seiner Stellung bei der Gestapo seit dem 1. März 1933. Allerdings gibt es keine bisher festgestellten Hinweise, dass er sich um die Mitgliedschaft bei der SS bemühte. Mitgliedschaften im Stahlhelm, in der Nationalen Nothilfe und der NS-Altherrenschaft wurden im Jahr 1942 nachgewiesen. Seine spätere Verwendung als Sonderrichter in Köln setzte allerdings eine geeignete Einstellung zum Nationalsozialismus voraus. Trotzdem gelang es ihm nach eigener Angabe, das Entnazifizierungsverfahren mit dem Aktenvermerk nicht betroffen zu bewältigen. Ob er dabei wesentliche Tätigkeiten im NS-Regime verschwieg, kann durch die vorhandenen Quellen nicht gezeigt werden.
In der Zeit seiner Amtsgeschäfte als Dezernent für Schutzhaft für die Konzentrationslager ist nachgewiesen, dass er Gespräche mit Angehörigen führte, wobei diese zwar höflich, aber auch weitgehend unverbindlich verliefen. In seinem Bericht vom 10. April 1933 über das Polizeigefängnis Sonnenburg klagte er die Misshandlungen der SA an. Da er viele Häftlinge aus seiner Amtszeit beim Landgericht Moabit kannte, half er mehreren Häftlingen, den Misshandlungen der SA durch eine Verlegung zu entgehen. So ließ er Hans Litten, James Broh, Erich Mühsam, Rechtsanwalt Günther Joachim und Carl von Ossietzky verlegen, obwohl nur wenige dem Tode wegen der erlittenen Folterungen entrinnen konnten. Jedenfalls wurde Mittelbach unter den NS-Verfolgten bekannt als der Staatsanwalt, der die Aussicht auf Hilfe bot. Als sich die Journalistin Gabriele Tergit an ihn wandte, weil sie von dem berüchtigten SA-Sturm 33 am 5. März 1933 verhaftet werden sollte, konnte sie mit seiner Hilfe am nächsten Tag aus Deutschland mit ihrem Mann und Sohn ausreisen. Mittelbach kannte Tergit, da als sie Gerichtsreporterin am Gericht in Moabit gearbeitet hatte.
Diese Hilfestellungen könnten dazu geführt haben, dass Mittelbach nach drei Monaten zum Ende des Monats Juni 1933 von seinem Posten abberufen wurde. Denn sowohl durch die NSDAP als auch vom Leiter der Politischen Polizei Kurt Daluege wurde Mittelbach für diese immerhin etwas schwierige Tätigkeit (NS-Jargon) als zu wenig energisch im Dienst beurteilt. Scheffler kritisiert Graf in dessen Einschätzung, dass Mittelbach einen bedeutenden Einfluss bei der Einrichtung der NS-Schutzhaft gehabt hätte. Denn es lässt sich kein einiger Erlass von Mittelbach nachweisen. Scheffler weist vielmehr Werner Best als Leiter des Dezernats I die bestimmende Rolle zu. Mittelbach sei eher ein engstirniger Vertreter seiner Dienststelle gewesen, der ständig im Streit mit seinen Vorgesetzten gelegen habe.
In den achtziger Jahren wurde er zu den Ereignissen nach dem Reichstagsbrand befragt. Mittelbach hatte als Jurist die Schwierigkeiten für die Politische Polizei gelöst, die Reichstagsbrandverordnung richtig auszulegen. Er gab zu, dass ihm Listen von Personen vorgelegt wurden, die verhaftet werden sollten. Mittelbach:

„Ich hatte niemals Zweifel gehabt. Auch später nicht. Manches würde man heute vielleicht anders machen...Ich würde heute noch die Kommunisten alle in Haft nehmen“

„Ich tat, was ich nach meiner Auffassung von Recht und Gesetz für richtig hielt und was meiner langjährigen Beamteneigenschaft entsprach“

## Schriften
- Entstehen und Vergehen des Eigentümerpfandrechtes bei Höchstbetragshypotheken. Ostdeutsche Dr. u. Verlagsanst, Halle-Saale 1926.
- Gedanken zur Konkurrenzfrage im Strafrecht. In: Deutsches Recht 1940, S. 1490–1498
- Der Tätertyp im Kriegsstrafrecht. In: Deutsches Recht 1941, S. 235–244.
- § 1 [eins] der Kriegswirtschaftsverordnung vom 4. September 1939 mit Erläuterungen. Lutzeyer, Bad Oeynhausen 1941.
- Die Verordnung gegen Volksschädlinge. Das Verbrechen bei Fliegergefahr und die Ausnutzung des Kriegszustandes. Lutzeyer, Bad Oeynhausen (Westf.) 1941.
- Die Vereinfachung der Strafrechtspflege im Kriege. In: Deutsche Verwaltung 19 (1942), S. 468–473
- Richterliche Rechtschöpfung. In: Deutsches Recht 1942, S. 407–419.
- Die Entwicklung der Strafrechtspflege im Kriege. In: Deutsches Recht 12. (1942), S. 424–427, S. 612ff., S. 668ff., S. 1132–1135, S. 1269–1271 und S. 1313–1318.
- Deutsches Strafrecht. Leitfaden. Deutscher Rechtsverlag, Berlin 1944.
- mit Friedrich Meyer-Abich u. Schierholt: Die deutschen Spruchgerichte in der britischen Zone. In: Gesetz und Recht, H. 16 – 18. 1947.
- Hans Mittelbach: Strafrechtlicher Schutz der Besatzungsinteressen. (Bemerkungen zum Gesetz Nr. 14 der Alliierten Hohen Kommission). Heymann, Köln [u. a.] 1950.
- Hans Mittelbach: Die Entziehung der Fahrerlaubnis. Schmidt, [Berlin] 1966.
- Das Ordnungswidrigkeitsverfahren in Gegenwart und Zukunft. In: Monatsschrift für Deutsches Recht 13 (1959), S. 617–621.